# 诸山文彦
诸山文彦（日语：／ Moroyama Fumihiko，1943年8月14日—），日本篮球运动员。他曾代表日本参加1964年夏季奥运会男子篮球比赛。他也参加了1970年亚洲运动会，获得一枚铜牌。